# Eunotus lividus
Eunotus lividus är en stekelart som beskrevs av William Harris Ashmead 1892. Eunotus lividus ingår i släktet Eunotus och familjen puppglanssteklar. Inga underarter finns listade i Catalogue of Life.